# Киргистан
Киргистан или Киргизија (кирг. Кыргызстан; рус. Киргизия, Кыргызстан), званично Киргиска Република (кирг. Кыргызстан Республикасы), је држава у средњој Азији. Граничи се са НР Кином, Казахстаном, Таџикистаном и Узбекистаном. Главни град Киргистана је Бишкек.
Већи део Киргистана заузимају планински ланац Тјен Шан и његови огранци. У њему се, на крајњем истоку земље, налази и највиши врх, Џенгиш чокусу (Врх победе, 7.439 m). На истоку је и највеће киргиско језеро Исик Кул. На југу земље се налазе огранци планинског ланца Памира. Већина становништва концентрисана је у планинским котлинама и пограничним подручјима која се настављају на низије и пригорја у суседним државама. Око 70% становништва чине Киргизи чији језик, врло сродан казашком, припада туркијској групи и који су традиционално муслимани сунити. У Киргистану живе и Узбеци (око 14,5%) и Руси (око 9%).
Распад Совјетског Савеза тешко је погодио киргистанску привреду. Главни сектори су пољопривреда и рударство. Извози се и електрична енергија произведена у хидроелектранама. У 1999. БДП по глави становника износио је 2.300 УСД мерено по ППП-у. Од независности, суверена држава је званично била унитарна парламентарна република, иако наставља да испашта услед етничких конфликата, побуна, економских проблема, транзиционих влада и политичких сукоба. Киргистан је члан Заједнице независних држава, Евроазијске економске уније од 14. маја 2015, Организације уговора о колективној безбедности, Шангајске организације за сарадњу, Организације исламске сарадње, Туркијског савета, заједнице туркофона и Уједињених нација.

## Географија

### Положај
Киргистан је континентална држава у средњој Азији. Граничи се са Казахстаном, Кином, Таџикистаном и Узбекистаном. Површина државе износи 199.951,0 km².

### Геологија и рељеф
Око 80% површине државе чине планине високе преко 1500 m, а скоро половина њих је висока преко 3000 m. Планински венац Тјен Шан заузима преко 80% територије државе, док остали део државе чине долине и котлине. Највећи врх државе налази се у венцу Какшал-Ту, који представља границу са Кином. Врх Жениш чокусу са висином од 7439 m је највиши врх у земљи.
Киргистан има велике резерве руда метала, међу којима су злато и метали ретке земље. Због доминантног планинског терена у држави, мање од 8% земљишта се обрађује, а обрадиво земљиште је сконцентрисано у северним низијама и у џеповима долине Фергана.

### Воде
Језеро Исик Кул у североисточном Тјен Шану је највеће језеро у Киргистану и друго највеће планинско језеро на свету после Титикаке. Велики снегови који падну током зиме изазивају пролећне поплаве које често изазивају велике штете.
Најважнија река у Киргистану је Кара Дарја, која тече кроз Ферганску долину у Узбекистан. Ова река са другом киргинстанком реком Нарином у Узбекистану образују реку Сир Дарју.

## Историја
Киргизи су били номадски народ који су живели у простору степа средње Азије од реке Јенисеј преко Алтаја до Бајкалског језера. 840. године су победили државу Ујгура и основали своју властиту државу у простору Алтаја и Тјен Шана. С временом су се селили према југу у простор средње Азије где данас живе. У том простору су живела разна туркијска племена. 1207. су их победили Монголи (наследници Џингис-кана). Киргизи су током века били под великим утицајем Монгола, Кинеза и муслимана те су се мешали с разним народима. У 17. ст. су Киргизи ратовали против монголских Џунгура, а у 18. ст. су признали власт Кинеског царства за време династије Ћинг. У 19. веку је на простору Киргистана настао исламски Канат Коканд унутар којег су Киргизи прихватили ислам. Године 1876. Руси су окупирали Канат Коканд и тада су Киргизи постали део Руске Империје. Многи Киргизи су иселили у данашњи Авганистан.
Године 1918, на власт долазе комунисти након великих борби између комуниста и њихових противника који су имали значајан утицај у средњој Азији. Киргистан постаје део Совјетског Савеза. 1924. је основано Кара-Киргиско аутономно подручје, а 1926. Киргиска Аутономна Совјетска Социјалистичка Република у склопу Руске Совјетске Социјалистичке Републике. 1936. је проглашена Киргиска Совјетска Социјалистичка Република која је била посебна република унутар Совјетског Савеза и није била део Русије. Под совјетском влашћу је дошло до драматичних промена у киргиском друштву. Забрањује се номадизам и оснивају нови градови и села у које се насељавају Киргизи. Оснива се индустрија и модернизује пољопривреда и сточарство. Развија се култура и књижевност те се стандардизује киргиски језик који је 1928. прихватио латиницу (дотад се писало арапским писмом), а 1941. ћирилицу.
Године 1990, долази до тензија између Киргистана и Узбекистана унутар Совјетског Савеза око подручја града Ош где живи већина Узбека. Дошло је до борби у којима је погинуло 300 особа. 1990. слаби моћ комуниста, а јача Киргиски демократски покрет чији представници улазе у парламент. У августу 1990. је изабран нови председник Аскар Акајев. 1991. је главни град Фрунзе преименован у Бишкек. Након распада Совјетског Савеза Киргистан је 31. августа 1991. прогласио независност. Акајев је победио на првим демократским изборима. У држави слаби привреда и јача сиромаштво. То доводи до незадовољства председником који је оптужен за изборну превару и свргнут 4. априла 2005. у Револуцији лала. На власт је дошао вођа опозиције Курманбек Бакијев.
И Бакијев је збачен након немира до којих је дошло 3. априла 2010. због поскупљења енергената, а која завршава бекством и оставком дотадашњег предсједника Курманбека Бакијева.

## Административна подела
1. Бишкек (град)
2. Баткенска област
3. Чујска област
4. Џалал-Абадска област
5. Наринска област
6. Ошка област
7. Таласка област
8. Исик-Кулска област
9. Ош (град)